# 오토타임즈
오토타임즈는 2003년 8월에 설립된 한국의 자동차 전문매체이다. 심도 있는 분석과 전문성이 확보된 기자들이 국내외 자동차 관련 제품 및 산업뉴스 등을 전하고 있다.
설립자는 강호영과 권용주를 비롯해 10명이었지만 현재는 권용주만 설립자로 남아 있다. 권용주는 현재 국민대학교 자동차운송디자인 겸임교수와 MBC라디오 '차카차카' 진행자를 맡고 있다.
초창기 설립은 한경자동차신문에서 출발했다. 하지만 한국경제에서 자동차신문이 분리된 후 독립 매체로 활동하다 2003년 10명의 직원들이 오토타임즈를 창간해 지금에 이르고 있다. 2005년부터는 대한민국 오토사이언스 캠프를 주최하면서 활발한 사회공헌 활동을 해오고 있으며, 국내에서 자동차부문 가장 전문성을 가진 매체로 인정받고 있다.